# Kim Jin-su
Kim Jin-su ((김진수?, 金珍洙?); Gyeonggi-do, 13 giugno 1992) è un calciatore sudcoreano, difensore del Seoul e della nazionale sudcoreana.

## Statistiche

### Presenze e reti nei club
Statistiche aggiornate al 27 luglio 2023.
| Stagione               | Squadra                | Campionato             | Campionato | Campionato | Coppe nazionali | Coppe nazionali | Coppe nazionali | Coppe continentali | Coppe continentali | Coppe continentali | Altre coppe | Altre coppe | Altre coppe | Totale | Totale |
| Stagione               | Squadra                | Comp                   | Pres       | Reti       | Comp            | Pres            | Reti            | Comp               | Pres               | Reti               | Comp        | Pres        | Reti        | Pres   | Reti   |
| ---------------------- | ---------------------- | ---------------------- | ---------- | ---------- | --------------- | --------------- | --------------- | ------------------ | ------------------ | ------------------ | ----------- | ----------- | ----------- | ------ | ------ |
| 2011                   | Kyung Hee University   | -                      | -          | -          | CC              | 1               | 0               | -                  | -                  | -                  | -           | -           | -           | 1      | 0      |
| 2012                   | Albirex Niigata        | J1                     | 23         | 1          | CI+CdL          | 1+4             | 0               | -                  | -                  | -                  | -           | -           | -           | 28     | 1      |
| 2013                   | Albirex Niigata        | J1                     | 31         | 0          | CI+CdL          | 1+4             | 1+0             | -                  | -                  | -                  | -           | -           | -           | 36     | 1      |
| gen.-giu. 2014         | Albirex Niigata        | J1                     | 12         | 0          | CI+CdL          | 0+2             | 0+1             | -                  | -                  | -                  | -           | -           | -           | 14     | 1      |
| Totale Albirex Niigata | Totale Albirex Niigata | Totale Albirex Niigata | 66         | 1          |                 | 12              | 2               |                    | -                  | -                  |             | -           | -           | 78     | 3      |
| 2014-2015              | Hoffenheim             | BL                     | 19         | 0          | CG              | 2               | 0               | -                  | -                  | -                  | -           | -           | -           | 21     | 0      |
| 2015-2016              | Hoffenheim             | BL                     | 15         | 0          | CG              | 0               | 0               | -                  | -                  | -                  | -           | -           | -           | 15     | 0      |
| 2016-gen. 2017         | Hoffenheim             | BL                     | 0          | 0          | CG              | 0               | 0               | -                  | -                  | -                  | -           | -           | -           | 0      | 0      |
| Totale Hoffenheim      | Totale Hoffenheim      | Totale Hoffenheim      | 34         | 0          |                 | 2               | 0               |                    | -                  | -                  |             | -           | -           | 36     | 0      |
| 2017                   | Jeonbuk Hyundai        | K1                     | 24+5       | 4+0        | CC              | 1               | 0               | ACL                | 0                  | 0                  | -           | -           | -           | 30     | 4      |
| 2018                   | Jeonbuk Hyundai        | K1                     | 3+4        | 0+1        | CC              | 0               | 0               | ACL                | 4                  | 2                  | -           | -           | -           | 11     | 3      |
| 2019                   | Jeonbuk Hyundai        | K1                     | 22+5       | 1+1        | CC              | 0               | 0               | ACL                | 7                  | 0                  | -           | -           | -           | 34     | 2      |
| gen.-ago. 2020         | Jeonbuk Hyundai        | K1                     | 15         | 0          | CC              | 2               | 0               | ACL                | 2                  | 0                  | -           | -           | -           | 19     | 0      |
| 2020-2021              | Al-Nassr               | SPL                    | 7          | 0          | KC              | 1               | 0               | ACL                | 0                  | 0                  | SS          | 0           | 0           | 8      | 0      |
| ago.- dic.2021         | Jeonbuk Hyundai        | K1                     | 8+4        | 0          | CC              | 0               | 0               | ACL                | 2                  | 0                  | -           | -           | -           | 14     | 0      |
| 2022                   | Jeonbuk Hyundai        | K1                     | 28+3       | 2+0        | CC              | 4               | 0               | ACL                | 8                  | 0                  | -           | -           | -           | 43     | 2      |
| gen.- giu.2023         | Jeonbuk Hyundai        | K1                     | 10         | 0          | CC              | 1               | 0               | -                  | -                  | -                  | -           | -           | -           | 11     | 0      |
| Totale Jeonbuk Hyundai | Totale Jeonbuk Hyundai | Totale Jeonbuk Hyundai | 110+21     | 7+1        |                 | 8               | 0               |                    | 23                 | 2                  |             | -           | -           | 162    | 10     |
| Totale carriera        | Totale carriera        | Totale carriera        | 217+21     | 8+1        |                 | 24              | 2               |                    | 23                 | 2                  |             | 0           | 0           | 285    | 13     |

### Cronologia presenze e reti in nazionale
| Cronologia completa delle presenze e delle reti in nazionale ― Corea del Sud | Cronologia completa delle presenze e delle reti in nazionale ― Corea del Sud | Cronologia completa delle presenze e delle reti in nazionale ― Corea del Sud | Cronologia completa delle presenze e delle reti in nazionale ― Corea del Sud | Cronologia completa delle presenze e delle reti in nazionale ― Corea del Sud | Cronologia completa delle presenze e delle reti in nazionale ― Corea del Sud | Cronologia completa delle presenze e delle reti in nazionale ― Corea del Sud | Cronologia completa delle presenze e delle reti in nazionale ― Corea del Sud |
| Data                                                                         | Città                                                                        | In casa                                                                      | Risultato                                                                    | Ospiti                                                                       | Competizione                                                                 | Reti                                                                         | Note                                                                         |
| ---------------------------------------------------------------------------- | ---------------------------------------------------------------------------- | ---------------------------------------------------------------------------- | ---------------------------------------------------------------------------- | ---------------------------------------------------------------------------- | ---------------------------------------------------------------------------- | ---------------------------------------------------------------------------- | ---------------------------------------------------------------------------- |
| 20-7-2013                                                                    | Seul                                                                         | Corea del Sud                                                                | 0 – 0                                                                        | Australia                                                                    | Coppa dell'Asia orientale 2013                                               | -                                                                            |                                                                              |
| 28-7-2013                                                                    | Seul                                                                         | Corea del Sud                                                                | 1 – 2                                                                        | Giappone                                                                     | Coppa dell'Asia orientale 2013                                               | -                                                                            |                                                                              |
| 12-10-2013                                                                   | Seul                                                                         | Corea del Sud                                                                | 0 – 2                                                                        | Brasile                                                                      | Amichevole                                                                   | -                                                                            |                                                                              |
| 15-10-2013                                                                   | Cheonan                                                                      | Corea del Sud                                                                | 3 – 1                                                                        | Mali                                                                         | Amichevole                                                                   | -                                                                            |                                                                              |
| 15-11-2013                                                                   | Seul                                                                         | Corea del Sud                                                                | 2 – 1                                                                        | Svizzera                                                                     | Amichevole                                                                   | -                                                                            |                                                                              |
| 26-1-2014                                                                    | Los Angeles                                                                  | Corea del Sud                                                                | 0 – 1                                                                        | Costa Rica                                                                   | Amichevole                                                                   | -                                                                            |                                                                              |
| 29-1-2014                                                                    | San Antonio                                                                  | Messico                                                                      | 4 – 0                                                                        | Corea del Sud                                                                | Amichevole                                                                   | -                                                                            | 67’                                                                          |
| 1-2-2014                                                                     | Carson                                                                       | Stati Uniti                                                                  | 2 – 0                                                                        | Corea del Sud                                                                | Amichevole                                                                   | -                                                                            | 78’                                                                          |
| 5-3-2014                                                                     | Atene                                                                        | Grecia                                                                       | 0 – 2                                                                        | Corea del Sud                                                                | Amichevole                                                                   | -                                                                            |                                                                              |
| 28-5-2014                                                                    | Seul                                                                         | Corea del Sud                                                                | 0 – 2                                                                        | Tunisia                                                                      | Amichevole                                                                   | -                                                                            | 75’                                                                          |
| 4-1-2015                                                                     | Sydney                                                                       | Arabia Saudita                                                               | 0 – 2                                                                        | Corea del Sud                                                                | Amichevole                                                                   | -                                                                            | 46’                                                                          |
| 10-1-2015                                                                    | Canberra                                                                     | Corea del Sud                                                                | 1 – 0                                                                        | Oman                                                                         | Coppa d'Asia 2015 - 1º turno                                                 | -                                                                            |                                                                              |
| 13-1-2015                                                                    | Canberra                                                                     | Kuwait                                                                       | 0 – 1                                                                        | Corea del Sud                                                                | Coppa d'Asia 2015 - 1º turno                                                 | -                                                                            |                                                                              |
| 17-1-2015                                                                    | Brisbane                                                                     | Australia                                                                    | 0 – 1                                                                        | Corea del Sud                                                                | Coppa d'Asia 2015 - 1º turno                                                 | -                                                                            |                                                                              |
| 22-1-2015                                                                    | Melbourne                                                                    | Corea del Sud                                                                | 2 – 0                                                                        | Uzbekistan                                                                   | Coppa d'Asia 2015 - Quarti di finale                                         | -                                                                            |                                                                              |
| 26-1-2015                                                                    | Sydney                                                                       | Corea del Sud                                                                | 2 – 0                                                                        | Iraq                                                                         | Coppa d'Asia 2015 - Semifinale                                               | -                                                                            | 56’                                                                          |
| 31-1-2015                                                                    | Sydney                                                                       | Corea del Sud                                                                | 1 – 2 dts                                                                    | Australia                                                                    | Coppa d'Asia 2015 - Finale                                                   | -                                                                            |                                                                              |
| 11-6-2015                                                                    | Kuala Lumpur                                                                 | Corea del Sud                                                                | 3 – 0                                                                        | Emirati Arabi Uniti                                                          | Amichevole                                                                   | -                                                                            | 71’                                                                          |
| 16-6-2015                                                                    | Bangkok                                                                      | Birmania                                                                     | 0 – 2                                                                        | Corea del Sud                                                                | Qual. Mondiali 2018                                                          | -                                                                            |                                                                              |
| 3-9-2015                                                                     | Hwaseong                                                                     | Corea del Sud                                                                | 8 – 0                                                                        | Laos                                                                         | Qual. Mondiali 2018                                                          | -                                                                            | 69’                                                                          |
| 8-9-2015                                                                     | Sidone                                                                       | Libano                                                                       | 0 – 3                                                                        | Corea del Sud                                                                | Qual. Mondiali 2018                                                          | -                                                                            |                                                                              |
| 13-10-2015                                                                   | Seul                                                                         | Corea del Sud                                                                | 3 – 0                                                                        | Giamaica                                                                     | Amichevole                                                                   | -                                                                            | 80’ 85’                                                                      |
| 12-11-2015                                                                   | Suwon                                                                        | Corea del Sud                                                                | 4 – 0                                                                        | Birmania                                                                     | Qual. Mondiali 2018                                                          | -                                                                            |                                                                              |
| 24-3-2016                                                                    | Ansan                                                                        | Corea del Sud                                                                | 1 – 0                                                                        | Libano                                                                       | Qual. Mondiali 2018                                                          | -                                                                            |                                                                              |
| 23-3-2017                                                                    | Changsha                                                                     | Cina                                                                         | 1 – 0                                                                        | Corea del Sud                                                                | Qual. Mondiali 2018                                                          | -                                                                            |                                                                              |
| 28-3-2017                                                                    | Seul                                                                         | Corea del Sud                                                                | 1 – 0                                                                        | Siria                                                                        | Qual. Mondiali 2018                                                          | -                                                                            |                                                                              |
| 13-6-2017                                                                    | Doha                                                                         | Qatar                                                                        | 3 – 2                                                                        | Corea del Sud                                                                | Qual. Mondiali 2018                                                          | -                                                                            |                                                                              |
| 31-8-2017                                                                    | Seul                                                                         | Corea del Sud                                                                | 0 – 0                                                                        | Iran                                                                         | Qual. Mondiali 2018                                                          | -                                                                            |                                                                              |
| 10-11-2017                                                                   | Suwon                                                                        | Corea del Sud                                                                | 2 – 1                                                                        | Colombia                                                                     | Amichevole                                                                   | -                                                                            | 76’                                                                          |
| 14-11-2017                                                                   | Ulsan                                                                        | Corea del Sud                                                                | 1 – 1                                                                        | Serbia                                                                       | Amichevole                                                                   | -                                                                            | 82’                                                                          |
| 9-12-2017                                                                    | Tokyo                                                                        | Corea del Sud                                                                | 2 – 2                                                                        | Cina                                                                         | Coppa dell'Asia orientale 2017                                               | -                                                                            | 70’                                                                          |
| 12-12-2017                                                                   | Tokyo                                                                        | Corea del Nord                                                               | 0 – 1                                                                        | Corea del Sud                                                                | Coppa dell'Asia orientale 2017                                               | -                                                                            |                                                                              |
| 16-12-2017                                                                   | Chōfu                                                                        | Giappone                                                                     | 1 – 4                                                                        | Corea del Sud                                                                | Coppa dell'Asia orientale 2017                                               | -                                                                            |                                                                              |
| 30-1-2018                                                                    | Aksu                                                                         | Corea del Sud                                                                | 2 – 2                                                                        | Giamaica                                                                     | Amichevole                                                                   | -                                                                            | 79’ 83’                                                                      |
| 3-2-2018                                                                     | Aksu                                                                         | Corea del Sud                                                                | 1 – 0                                                                        | Lettonia                                                                     | Amichevole                                                                   | -                                                                            | 67’                                                                          |
| 24-3-2018                                                                    | Belfast                                                                      | Irlanda del Nord                                                             | 2 – 1                                                                        | Corea del Sud                                                                | Amichevole                                                                   | -                                                                            | 35’                                                                          |
| 7-1-2019                                                                     | Dubai                                                                        | Corea del Sud                                                                | 1 – 0                                                                        | Filippine                                                                    | Coppa d'Asia 2019 - 1º turno                                                 | -                                                                            |                                                                              |
| 16-1-2019                                                                    | Abu Dhabi                                                                    | Corea del Sud                                                                | 2 – 0                                                                        | Cina                                                                         | Coppa d'Asia 2019 - 1º turno                                                 | -                                                                            |                                                                              |
| 22-1-2019                                                                    | Dubai                                                                        | Corea del Sud                                                                | 2 – 1 dts                                                                    | Bahrein                                                                      | Coppa d'Asia 2019 - Ottavi di finale                                         | 1                                                                            | 96’                                                                          |
| 25-1-2019                                                                    | Abu Dhabi                                                                    | Corea del Sud                                                                | 0 – 1                                                                        | Qatar                                                                        | Coppa d'Asia 2019 - Quarti di finale                                         | -                                                                            |                                                                              |
| 7-6-2019                                                                     | Pusan                                                                        | Corea del Sud                                                                | 1 – 0                                                                        | Australia                                                                    | Amichevole                                                                   | -                                                                            | 73’                                                                          |
| 5-9-2019                                                                     | Istanbul                                                                     | Corea del Sud                                                                | 2 – 2                                                                        | Georgia                                                                      | Amichevole                                                                   | -                                                                            |                                                                              |
| 10-9-2019                                                                    | Aşgabat                                                                      | Turkmenistan                                                                 | 0 – 2                                                                        | Corea del Sud                                                                | Qual. Mondiali 2022                                                          | -                                                                            | 57’ 85’                                                                      |
| 15-10-2019                                                                   | Pyongyang                                                                    | Corea del Nord                                                               | 0 – 0                                                                        | Corea del Sud                                                                | Qual. Mondiali 2022                                                          | -                                                                            |                                                                              |
| 14-11-2019                                                                   | Beirut                                                                       | Libano                                                                       | 0 – 0                                                                        | Corea del Sud                                                                | Qual. Mondiali 2022                                                          | -                                                                            |                                                                              |
| 19-11-2019                                                                   | Abu Dhabi                                                                    | Brasile                                                                      | 3 – 0                                                                        | Corea del Sud                                                                | Amichevole                                                                   | -                                                                            |                                                                              |
| 15-12-2019                                                                   | Busan                                                                        | Corea del Sud                                                                | 1 – 0                                                                        | Cina                                                                         | Coppa dell'Asia orientale 2019                                               | -                                                                            |                                                                              |
| 18-12-2019                                                                   | Busan                                                                        | Corea del Sud                                                                | 1 – 0                                                                        | Giappone                                                                     | Coppa dell'Asia orientale 2019                                               | -                                                                            |                                                                              |
| 12-10-2021                                                                   | Teheran                                                                      | Iran                                                                         | 1 – 1                                                                        | Corea del Sud                                                                | Qual. Mondiali 2022                                                          | -                                                                            | 70’                                                                          |
| 11-11-2021                                                                   | Goyang                                                                       | Corea del Sud                                                                | 1 – 0                                                                        | Emirati Arabi Uniti                                                          | Qual. Mondiali 2022                                                          | -                                                                            |                                                                              |
| 16-11-2021                                                                   | Doha                                                                         | Iraq                                                                         | 0 – 3                                                                        | Corea del Sud                                                                | Qual. Mondiali 2022                                                          | -                                                                            | 82’                                                                          |
| 15-1-2022                                                                    | Aksu                                                                         | Islanda                                                                      | 1 – 5                                                                        | Corea del Sud                                                                | Amichevole                                                                   | -                                                                            | 46’                                                                          |
| 21-1-2022                                                                    | Boztepe                                                                      | Moldavia                                                                     | 0 – 4                                                                        | Corea del Sud                                                                | Amichevole                                                                   | -                                                                            | 61’                                                                          |
| 27-1-2022                                                                    | Sidone                                                                       | Libano                                                                       | 0 – 1                                                                        | Corea del Sud                                                                | Qual. Mondiali 2022                                                          | -                                                                            |                                                                              |
| 1-2-2022                                                                     | Dubai                                                                        | Siria                                                                        | 0 – 2                                                                        | Corea del Sud                                                                | Qual. Mondiali 2022                                                          | 1                                                                            |                                                                              |
| 24-3-2022                                                                    | Seul                                                                         | Corea del Sud                                                                | 2 – 0                                                                        | Iran                                                                         | Qual. Mondiali 2022                                                          | -                                                                            |                                                                              |
| 29-3-2022                                                                    | Dubai                                                                        | Emirati Arabi Uniti                                                          | 1 – 0                                                                        | Corea del Sud                                                                | Qual. Mondiali 2022                                                          | -                                                                            |                                                                              |
| 10-6-2022                                                                    | Suwon                                                                        | Corea del Sud                                                                | 2 – 2                                                                        | Paraguay                                                                     | Amichevole                                                                   | -                                                                            | 67’                                                                          |
| 14-6-2022                                                                    | Seul                                                                         | Corea del Sud                                                                | 4 – 1                                                                        | Egitto                                                                       | Amichevole                                                                   | -                                                                            |                                                                              |
| 20-7-2022                                                                    | Toyota                                                                       | Corea del Sud                                                                | 3 – 0                                                                        | Cina                                                                         | Coppa dell'Asia orientale 2022                                               | -                                                                            |                                                                              |
| 27-7-2022                                                                    | Toyota                                                                       | Giappone                                                                     | 3 – 0                                                                        | Corea del Sud                                                                | Coppa dell'Asia orientale 2022                                               | -                                                                            |                                                                              |
| 23-9-2022                                                                    | Goyang                                                                       | Corea del Sud                                                                | 2 – 2                                                                        | Costa Rica                                                                   | Amichevole                                                                   | -                                                                            | 66’                                                                          |
| 27-9-2022                                                                    | Seul                                                                         | Corea del Sud                                                                | 1 – 0                                                                        | Camerun                                                                      | Amichevole                                                                   | -                                                                            |                                                                              |
| 24-11-2022                                                                   | Al Rayyan                                                                    | Uruguay                                                                      | 0 – 0                                                                        | Corea del Sud                                                                | Mondiali 2022 - 1º turno                                                     | -                                                                            |                                                                              |
| 28-11-2022                                                                   | Al Rayyan                                                                    | Corea del Sud                                                                | 2 – 3                                                                        | Ghana                                                                        | Mondiali 2022 - 1º turno                                                     | -                                                                            |                                                                              |
| 2-12-2022                                                                    | Al Rayyan                                                                    | Corea del Sud                                                                | 2 – 1                                                                        | Portogallo                                                                   | Mondiali 2022 - 1º turno                                                     | -                                                                            |                                                                              |
| 5-12-2022                                                                    | Doha                                                                         | Brasile                                                                      | 4 – 1                                                                        | Corea del Sud                                                                | Mondiali 2022 - Ottavi di finale                                             | -                                                                            | 46’                                                                          |
| 24-3-2023                                                                    | Ulsan                                                                        | Corea del Sud                                                                | 2 – 2                                                                        | Colombia                                                                     | Amichevole                                                                   | -                                                                            | 24’                                                                          |
| 20-6-2023                                                                    | Daejeon                                                                      | Corea del Sud                                                                | 1 – 1                                                                        | El Salvador                                                                  | Amichevole                                                                   | -                                                                            | 58’                                                                          |
| 17-10-2023                                                                   | Suwon                                                                        | Corea del Sud                                                                | 6 – 0                                                                        | Vietnam                                                                      | Amichevole                                                                   | -                                                                            | 46’                                                                          |
| 16-11-2023                                                                   | Seul                                                                         | Corea del Sud                                                                | 5 – 0                                                                        | Singapore                                                                    | Qual. Mondiali 2026                                                          | -                                                                            | 65’                                                                          |
| 25-1-2024                                                                    | Al Wakrah                                                                    | Corea del Sud                                                                | 3 – 3                                                                        | Malaysia                                                                     | Coppa d'Asia 2023 - 1º turno                                                 | -                                                                            | 75’                                                                          |
| 21-3-2024                                                                    | Seul                                                                         | Corea del Sud                                                                | 1 – 1                                                                        | Thailandia                                                                   | Qual. Mondiali 2026                                                          | -                                                                            | 73’                                                                          |
| 26-3-2024                                                                    | Bangkok                                                                      | Thailandia                                                                   | 0 – 3                                                                        | Corea del Sud                                                                | Qual. Mondiali 2026                                                          | -                                                                            |                                                                              |
| 6-6-2024                                                                     | Kallang                                                                      | Singapore                                                                    | 0 – 7                                                                        | Corea del Sud                                                                | Qual. Mondiali 2026                                                          | -                                                                            |                                                                              |
| 11-6-2024                                                                    | Seul                                                                         | Corea del Sud                                                                | 1 – 0                                                                        | Cina                                                                         | Qual. Mondiali 2026                                                          | -                                                                            |                                                                              |
| Totale                                                                       |                                                                              | Presenze                                                                     | 76                                                                           |                                                                              | Reti                                                                         | 2                                                                            |                                                                              |

## Palmarès

### Club

#### Competizioni nazionali
- Campionato sudcoreano: 3

Jeonbuk Hyundai: 2017, 2018, 2019

### Nazionale
- Giochi asiatici: 1

2014
- Coppa dell'Asia orientale: 1

2019